# Эрнандес де Кордоба, Франсиско (исследователь Юкатана)
Франси́ско Эрна́ндес де Ко́рдоба, иногда де Ко́рдова (исп. Francisco Hernández de Córdoba, 1475, Кордова, Андалусия — 1518, Санкти-Спиритус) — испанский конкистадор.

## Биография
8 февраля 1517 года Франсиско Эрнандес де Кордоба отплыл на трёх кораблях в сторону Багамских островов с целью захвата рабов.
Однако Берналь Диас в своей «Правдивой истории завоевания Новой Испании» сообщает о том, что экспедиция имела только исследовательские цели:
«Мы купили два довольно хороших корабля. Третье судно дал нам в долг сам губернатор Диего Веласкес, предлагая сделать набег на одни островки, которые находятся между островом Куба и Гондурасом, которые теперь называют Гуанахскими островами, чтобы силой забрать оттуда индейцев, так как он нуждается в рабах; этим, дескать, будет заплачено и за судно. Но мы поняли, что Диего Веласкес не прав, и ответили: ни Бог, ни король не велели нам свободных людей превращать в рабов. Тогда он и сам согласился, что открывать новые земли — лучше, и вслед за тем помог нам с принадлежностями для армады».
Сильные штормы отклонили его от курса и в результате он первым из европейцев достиг острова Косумель, расположенного перед побережьем полуострова Юкатан. На Исла-Мухерес (Острове женщин) его экспедиция обнаружила большие статуи, изображавшие женщин. В отличие от жителей Кубы де Кордоба встретил здесь более высокоразвитый народ — майя. Обитатели острова были хорошо одеты и носили золотые украшения.
Под предводительством вождя Моч-Коуо майя, однако, проявили себя враждебно к испанцам. Эрнандес де Кордоба втянулся в бои с майя и был тяжело ранен. Поэтому он решил плыть дальше вдоль побережья полуострова. Достигнув 20 марта 1517 года места, где позже будет основан город Сан-Франсиско-де-Кампече, экспедиция развернулась для возвращения на Кубу. Около половины из 110 человек первоначального состава экспедиции погибло в пути. Членом экспедиции был известный в дальнейшем путешественник и историк Берналь Диас дель Кастильо. Сам Эрнандес де Кордоба умер спустя непродолжительное время после возвращения.
Открытия Эрнандеса де Кордобы возбудили золотую лихорадку среди испанцев, в особенности у губернатора Кубы Диего Веласкеса де Куэльяра. В 1518 году он снарядил и отправил следующую экспедицию под руководством Хуана де Грихальвы.